# فرانک دیزی
فرانک دیزی (انگلیسی: Frank Deasy؛ ۱۹ مه ۱۹۵۹ – ۱۷ سپتامبر ۲۰۰۹) فیلم‌نامه‌نویس اهل جمهوری ایرلند بود.
وی همچنین برندهٔ جوایزی همچون جوایز امی ساعات پربیننده شده‌است.